# Ятоми
Ятоми (яп. 弥富市 Ятоми-си) — город в Японии, расположенный в северо-западной части префектуры Айти на берегу залива Исе в нижнем течении реки Кисо. Основан 1 мая 2006 года путём объединения посёлка Ятоми и села Дзюсияма уезда Ама. Город служит одним из спальных районов Нагои.
Площадь города составляет 48,92 км², население — 43 354 человека (1 июня 2014), плотность населения — 886,22 чел./км².